# كلية الطب البيطري الأطلسية
كلية الطب البيطري الأطلسية (بالإنجليزية: Atlantic Veterinary College)‏ هي مدرسة بيطرية معتمدة ومعترف بها عالمياً تتبع جامعة جزيرة الأمير إدوارد الواقعة بتشارلوت تاون بجزيرة الأمير إدوارد الكندية.